# Gelis stigmaterus
Gelis stigmaterus là một loài tò vò trong họ Ichneumonidae.